# Saint-Paulin (Québec)
Pour les articles homonymes, voir Saint-Paulin.
Ne doit pas être confondu avec Saint-Paulin-Dalibaire, ancienne municipalité du Bas-Saint-Laurent.
Saint-Paulin est une municipalité canadienne du Québec située dans la municipalité régionale de comté de Maskinongé et la région administrative de la Mauricie. Elle est nommée en l'honneur de Paulin de Nole. La fleur de la municipalité est l'agérate.

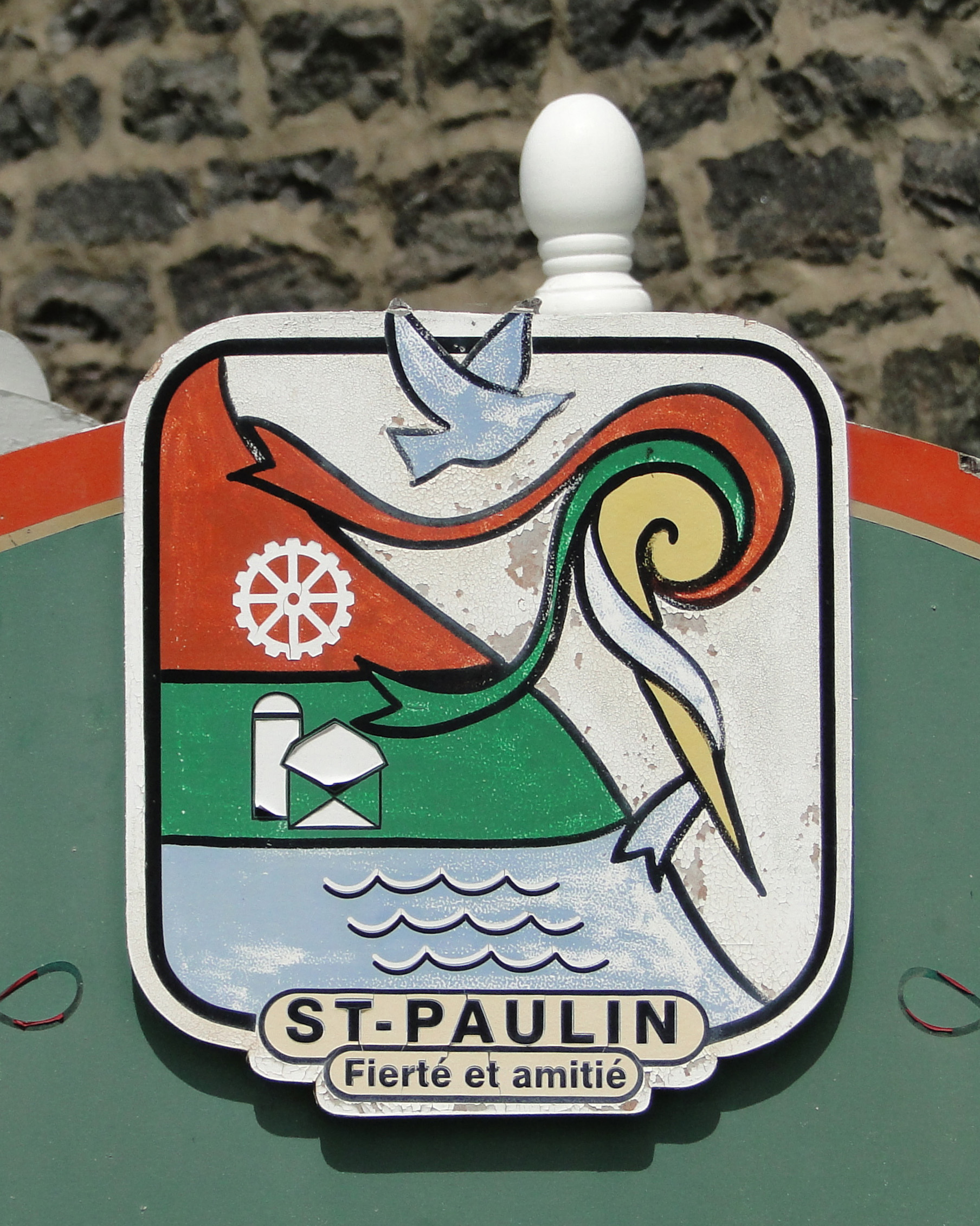
Emblème de Saint-Paulin

## Histoire

### Chronologie
- 1er juillet 1855: Constitution de la municipalité de paroisse de Saint-Paulin lors du découpage municipal originel du Québec.
- 1861: Constitution de la municipalité du canton de Hunterstown à partir de territoires non-organisés.
- 1925: Une modeste partie de Saint-Paulin se détache pour devenir la municipalité du village de Saint-Paulin
- 27 février 1988: Fusion entre le village et la paroisse de Saint-Paulin ainsi que de Hunterstown pour devenir la municipalité de Saint-Paulin.

## Géographie
La rivière du Loup délimite le nord-ouest de la municipalité puis la traverse vers l'est et en délimite le sud-est puis coule vers le sud.
À partir de son crénon, dans le sud-ouest de la municipalité, la rivière Saint-Louis coule vers le nord-est jusqu'à sa confluence avec la rivière du Loup.
À partir du lac des Deux Montagnes(d), dans le nord-est, la rivière du Roi coule vers le sud-ouest jusqu'à sa confluence avec la rivière du Loup au nord-ouest du village.
La rivière Chacoura coule vers le sud-est et délimite le sud-ouest de la municipalité.

## Démographie
| 1991  | 1996  | 2001  | 2006  | 2011  | 2016  | 2021  |
| ----- | ----- | ----- | ----- | ----- | ----- | ----- |
| 1 556 | 1 599 | 1 576 | 1 622 | 1 534 | 1 497 | 1 541 |

## Administration
Les élections municipales se font en bloc pour le maire et les six conseillers.
| Saint-Paulin Maires depuis 2003                                                                                      |                 |         |          |
| Élection | Maire           | Qualité | Résultat |
| 2003 | Brigitte Gagnon |         | Voir     |
| 2005 | Brigitte Gagnon | Voir    |          |
| 2009 | Brigitte Gagnon | Voir    |          |
| 2013 | Serge Dubé      |         | Voir     |
| 2017 | Serge Dubé      | Voir    |          |
| n/d | Claude Frappier |         | Voir     |
| 2021 | Claude Frappier | Voir    |          |
| Élection partielle en italique Depuis 2005, les élections sont simultanées dans toutes les municipalités québécoises |                 |         |          |